# Gentingia hollowayi
Gentingia hollowayi är en fjärilsart som beskrevs av Robinson 1986. Gentingia hollowayi ingår i släktet Gentingia och familjen äkta malar. Inga underarter finns listade i Catalogue of Life.